# Ayuntamiento de Oslo
El Ayuntamiento de Oslo (en noruego: Oslo rådhus) es el edificio que alberga la corporación municipal de Oslo, la administración de la ciudad y unos estudios y galerías de arte. Su construcción comenzó en 1931, pero antes de ser oficialmente inaugurado en 1950 se vio pausado por el estallido de la II Guerra Mundial. Su característica arquitectura, sus obras de arte y la celebración de la ceremonia del Premio Nobel de la Paz lo convierten en uno de los edificios más emblemáticos de Oslo. Integrado por una estructura principal y dos torres, el ayuntamiento fue diseñado por Arnstein Arneberg y Magnus Poulsson.
Está situado en Pipervika, en el centro de la ciudad de Oslo. La zona fue totalmente renovada y reconstruida para hacer sitio al nuevo ayuntamiento, allá por la década de 1920.
En junio de 2005, en una votación popular, fue designado "Estructura del siglo" de Oslo, con un 30,4% de los votos.

## Historia
A principios de la Edad Media, parece ser que ocasionalmente diferentes construcciones de Oslo ostentaban el estatus de ayuntamiento de la ciudad. Justo donde hoy está localizado el Mercado de Oslo, se construyó lo que se puede considerar el primitivo ayuntamiento oslense que, gracias a distintas fuentes, se sabe que contaba con una bodega de vino para uso público. El historiador noruego medieval Tore Vigerus, en su libro Norske Rigs-Registranter III, dice:

Tras el gran incendio de 1624, el rey Cristián IV decidió construir un nuevo ayuntamiento en la ciudad. El edificio fue construido en Nedre Slottsgate: 1. El edificio era muy pequeño, y cuando el gobierno creció, el edificio no pudo ser usado más, solo por su tamaño. Las reuniones eran celebradas en lo que es hoy la logia masónica de Oslo, en "Grev Wedels Plass".

Los planes iniciales para la construcción de un nuevo ayuntamiento en Pipervika fueron revelados en 1915 por Hieronyhmus Heyerdahl. En septiembre de 1931, el rey Haakon VII colocó la primera piedra de la futura obra, aunque la construcción no comenzó hasta 1933, siendo completada la estructura principal del edificio en noviembre de 1936. La invasión alemana de Noruega, en 1940, provocó la paralización de las obras, que no fueron reanudadas hasta 1947. El ayuntamiento fue finalmente inaugurado el 15 de mayo de 1950, coincidiendo aproximadamente con el nonacentenario de la fundación de Oslo.

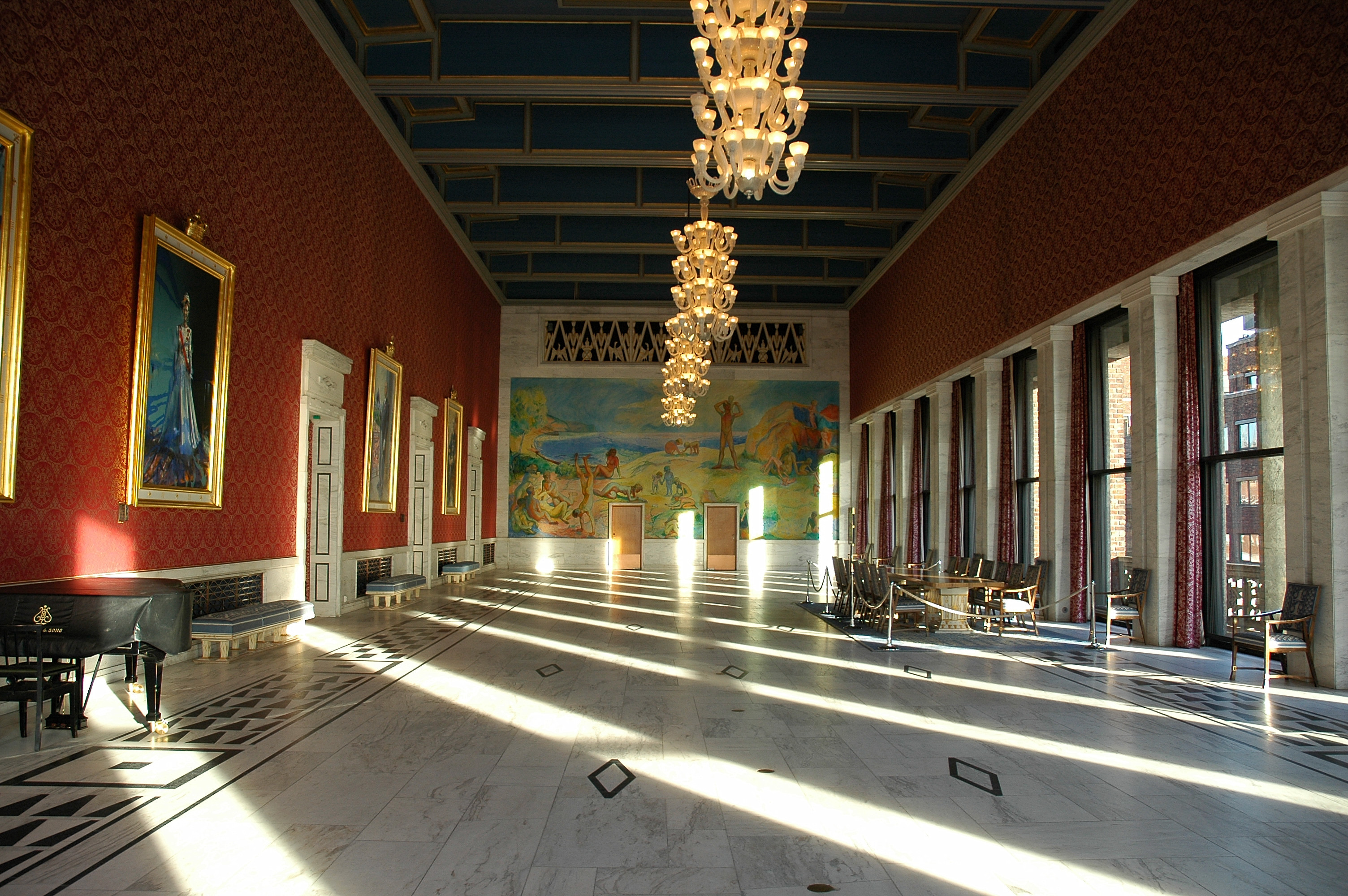
Sala de banquetes.

## Ceremonia del Premio Nobel de la Paz
Desde 1990, el 10 de diciembre de cada año (aniversario de la muerte de Alfred Nobel), el Ayuntamiento de Oslo acoge la ceremonia del Premio Nobel de la Paz, en la que el laureado anual da su conferencia y es galardonado con una medalla y un diploma. En cada ceremonia el ayuntamiento es adornado con flores y colores que exaltan su arquitectura, al mismo tiempo que en el extremo de la sala principal se erige un podio para el premiado y el Comité Nobel. La Familia Real Noruega y el primer ministro figuran entre los asistentes a esta ceremonia.